# Église Saint-Martin d'Audruicq
L'église Saint-Martin est située à Audruicq, dans le département français du Pas-de-Calais en région Hauts-de-France.

## Histoire
L’église Saint-Martin d’Audruicq correspond au style architectural "Hallekerque" très courant en Flandre. 
Le clocher date de 1703.
En 1772, une tourelle octogonale  a été édifiée pour accéder aux cloches fondues à Douai par Drouot en 1878.
Les vitraux sont réalisés en 1867 principalement par Félix Courmont d’Arras.